# Championnat du monde de badminton par équipes mixtes 2011
Navigation
Canton 2009 Kuala Lumpur 2013
La Sudirman Cup 2011 est la 12e édition de cette compétition, appelée également Championnat du monde de badminton par équipes mixtes.
La compétition s'est déroulée du 22 au 27 mai 2011 à Qingdao en Chine.
La Chine a remporté l'épreuve pour la 8e fois et pour la 4e fois de suite, en battant le Danemark en finale sur le score de 3 à 0.

## Nations engagées

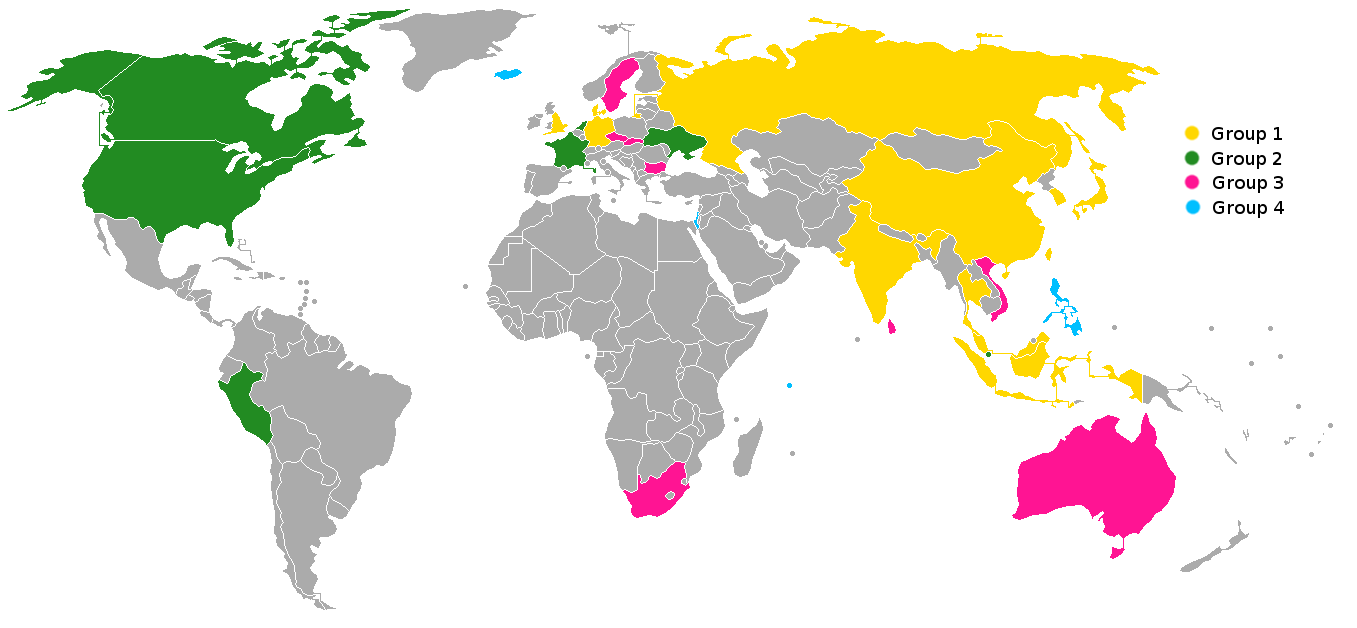
Nations participant à la Sudirman Cup 2013

33 équipes ont participé à la compétition :
- 14 pays de la Confédération asiatique de badminton
- 14 pays de la Confédération européenne de badminton
- 1 pays de la Confédération africaine de badminton
- 3 pays de la Confédération panaméricaine de badminton
- 1 pays de la Confédération de badminton d'Océanie

## Déroulement de la compétition
Les nations sont classées en plusieurs groupes en additionnant les points obtenus au classement mondial par les joueurs qui composent les équipes.
- Pour la 1e fois, il y a 12 équipes dans le Groupe 1, réparties en 4 sous-groupes de 3. Une phase préliminaire en poules permet de qualifier 2 équipes par sous-groupe pour les quarts de finale. À partir de là, les matches sont à élimination directe jusqu'à la finale.
- Groupes 2 et 3 : ils sont constitués chacun de 8 équipes, réparties en 2 sous-groupes de 4. Une phase de poule permet d'établir un classement dans chaque sous-groupe. Ensuite, des matches ont lieu entre les 1er, 2e, 3e et 4e de chaque sous-groupe.
- Groupe 4 : il est constitué de 5 équipes qui jouent les unes contre les autres dans une poule unique.

Il n'y a donc que les équipes du Groupe 1 qui peuvent jouer pour le titre.
Tous les matches joués comptes pour le classement des joueurs. 
Chaque rencontre se déroule en 5 matches : un simple hommes (SH), un simple dames (SD), un double hommes (DH), un double dames (DD) et un double mixte (MX).

## Groupe 1

### Phase préliminaire (poules)
| Qualifié pour les quarts de finale |
| Éliminé                            |

#### Groupe 1A
Matches joués les 22, 23 et 24 mai.

#### Groupe 1B
Matches joués les 22, 23 et 25 mai.

#### Groupe 1C
Matches joués les 22, 23 et 24 mai.

#### Groupe 1D
Matches joués les 22, 23 et 25 mai.

### Phase finale (élimination directe)

#### Tableau final
|  | Quarts de finale | Quarts de finale | Quarts de finale | Quarts de finale |          |          | Demi-finales | Demi-finales | Demi-finales | Demi-finales |  |  | Finale | Finale | Finale | Finale |
|  |                  |                  |                  |                  |          |          |              |              |              |              |  |  |        |        |        |        |
|  | 26 mai           | 26 mai           | 26 mai           | 26 mai           |          |          | 28 mai       | 28 mai       | 28 mai       | 28 mai       |  |  | 29 mai | 29 mai | 29 mai | 29 mai |
|  | 26 mai           | 26 mai           | 26 mai           | 26 mai           |          |          | 28 mai       | 28 mai       | 28 mai       | 28 mai       |  |  | 29 mai | 29 mai | 29 mai | 29 mai |
|  | Chine            | Chine            | 3                | 3                |          |          | 28 mai       | 28 mai       | 28 mai       | 28 mai       |  |  | 29 mai | 29 mai | 29 mai | 29 mai |
|  | Chine            | Chine            | 3                | 3                |          |          | 28 mai       | 28 mai       | 28 mai       | 28 mai       |  |  | 29 mai | 29 mai | 29 mai | 29 mai |
|  | Inde             | Inde             | 1                | 1                |          |          | 28 mai       | 28 mai       | 28 mai       | 28 mai       |  |  | 29 mai | 29 mai | 29 mai | 29 mai |
|  | Inde             | Inde             | 1                | 1                | Chine    | Chine    | 3            | 3            |              |              |  |  | 29 mai | 29 mai | 29 mai | 29 mai |
|  | 26 mai           |                  |                  |                  | Chine    | Chine    | 3            | 3            |              |              |  |  | 29 mai | 29 mai | 29 mai | 29 mai |
|  |                  |                  | Corée du Sud     | Corée du Sud     | 1        | 1        |              |              |              |              |  |  | 29 mai | 29 mai | 29 mai | 29 mai |
|  | Corée du Sud     | Corée du Sud     | Corée du Sud     | Corée du Sud     | 1        | 1        | 3            | 3            |              |              |  |  | 29 mai | 29 mai | 29 mai | 29 mai |
|  | Corée du Sud     | Corée du Sud     | 28 mai           |                  |          |          | 3            | 3            |              |              |  |  | 29 mai | 29 mai | 29 mai | 29 mai |
|  | Malaisie         | Malaisie         | 2                | 2                |          |          |              |              |              |              |  |  | 29 mai | 29 mai | 29 mai | 29 mai |
|  | Malaisie         | Malaisie         | 2                | 2                | Chine    | Chine    | 3            | 3            |              |              |  |  |        |        |        |        |
|  | 27 mai           |                  |                  |                  | Chine    | Chine    | 3            | 3            |              |              |  |  |        |        |        |        |
|  |                  |                  | Danemark         | Danemark         | 0        | 0        |              |              |              |              |  |  |        |        |        |        |
|  | Danemark         | Danemark         | Danemark         | Danemark         | 0        | 0        | 3            | 3            |              |              |  |  |        |        |        |        |
|  | Danemark         | Danemark         |                  |                  |          |          |              |              |              |              |  |  |        |        |        |        |
|  | Taïpei chinois   | Taïpei chinois   | 1                | 1                |          |          |              |              |              |              |  |  |        |        |        |        |
|  | Taïpei chinois   | Taïpei chinois   | 1                | 1                | Danemark | Danemark | 3            | 3            |              |              |  |  |        |        |        |        |
|  | 27 mai           |                  |                  |                  | Danemark | Danemark | 3            | 3            |              |              |  |  |        |        |        |        |
|  |                  |                  | Indonésie        | Indonésie        | 1        | 1        |              |              |              |              |  |  |        |        |        |        |
|  | Japon            | Japon            | Indonésie        | Indonésie        | 1        | 1        | 2            | 2            |              |              |  |  |        |        |        |        |
|  | Japon            | Japon            |                  |                  |          |          |              | 2            |              |              |  |  |        |        |        |        |
|  | Indonésie        | Indonésie        | 3                | 3                |          |          |              |              |              |              |  |  |        |        |        |        |
|  | Indonésie        | Indonésie        | 3                | 3                |          |          |              |              |              |              |  |  |        |        |        |        |
|  |                  |                  |                  |                  |          |          |              |              |              |              |  |  |        |        |        |        |

## Groupe 2

### Groupe 2A
Matches joués les 23, 25 et 26 mai.

### Groupe 2B
Matches joués les 24, 25 et 26 mai.

### Matches de classement
Matches joués le 27 mai.

## Groupe 3
Matches joués les 22, 24, 25 et 26 mai.

### Matches de classement
Matches joués le 27 mai.

## Groupe 4
Matches joués du 22 au 26 mai.

## Résultat final
| 1. Chine 2. Danemark 3. Indonésie Corée du Sud 4. Taipei chinois Inde Japon Malaisie 5. Angleterre Allemagne Russie Thaïlande | 1. Singapour 2. France 3. Hong Kong 4. Canada 5. Ukraine 6. États-Unis 7. Pologne 8. Pays-Bas | 1. Suède 2. Australie 3. Viêt Nam 4. Tchéquie 5. Afrique du Sud 6. Pérou 7. Bulgarie 8. Slovaquie | 1. Sri Lanka 2. Philippines 3. Islande 4. Israël 5. Seychelles |